# Ihamaru
Ihamaru – wieś w Estonii, w prowincji Põlva, w gminie Kõlleste.